# كانكال
 كانكال ، (بالفرنسية: Cancale)‏، (بريتون:Kankaven)، هي بلدية فرنسية في إقليم إيل وفيلان، في منطقة بروتاني، في شمال غرب فرنسا. ومن المعروفة باسم مسقط رأس القديس جين جوجان.

## أعلام
- فرنسيس بلرين
- رينيه فوتييه